# Cuitlanistepec
Cuitlanistepec är en ort i Mexiko.   Den ligger i kommunen José Joaquín de Herrera och delstaten Guerrero, i den sydöstra delen av landet, 230 km söder om huvudstaden Mexico City. Cuitlanistepec ligger 960 meter över havet och antalet invånare är 107.
Terrängen runt Cuitlanistepec är bergig österut, men västerut är den kuperad. Cuitlanistepec ligger nere i en dal. Runt Cuitlanistepec är det ganska glesbefolkat, med 43 invånare per kvadratkilometer. Närmaste större samhälle är Acatepec, 15,2 km sydost om Cuitlanistepec. I omgivningarna runt Cuitlanistepec växer huvudsakligen savannskog.